# Cottunculus tubulosus
Cottunculus tubulosus är en fiskart som beskrevs av Byrkjedal och Orlov 2007. Cottunculus tubulosus ingår i släktet Cottunculus och familjen paddulkar. Inga underarter finns listade i Catalogue of Life.